# Sultartangalón
Sultartangalón är en sjö på Island. Dess yta är 19 km2.